# Örkelljunga
Örkelljunga ( ouça a pronúncia) é uma pequena cidade da província da Escânia, na região da Gotalândia.
É a sede da comuna de Örkelljunga, no condado da Escânia. 
Tem 8,21 quilômetros quadrados quadrados e segundo censo de 2018, havia 5 337 residentes. 
Está a 40 quilômetros a nordeste da cidade de Helsingborg.

## Comunicações
A estrada nacional 24 atravessa a cidade, e a estrada europeia E4 passa a alguns quilómetros a sul.